# Waterbeheer in Nederland

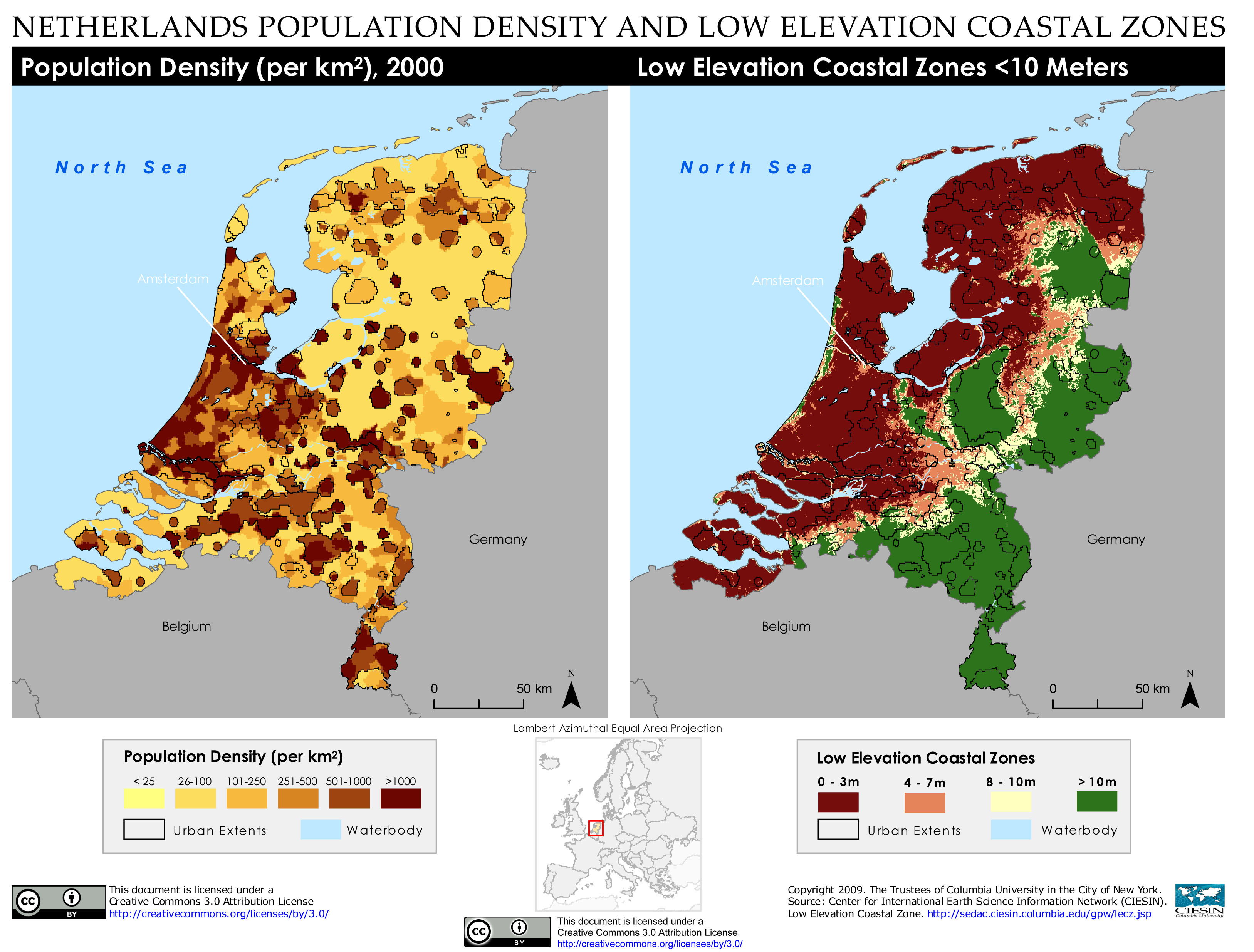
Bevolkingsdichtheid in Nederland versus hoogte boven de zeespiegel

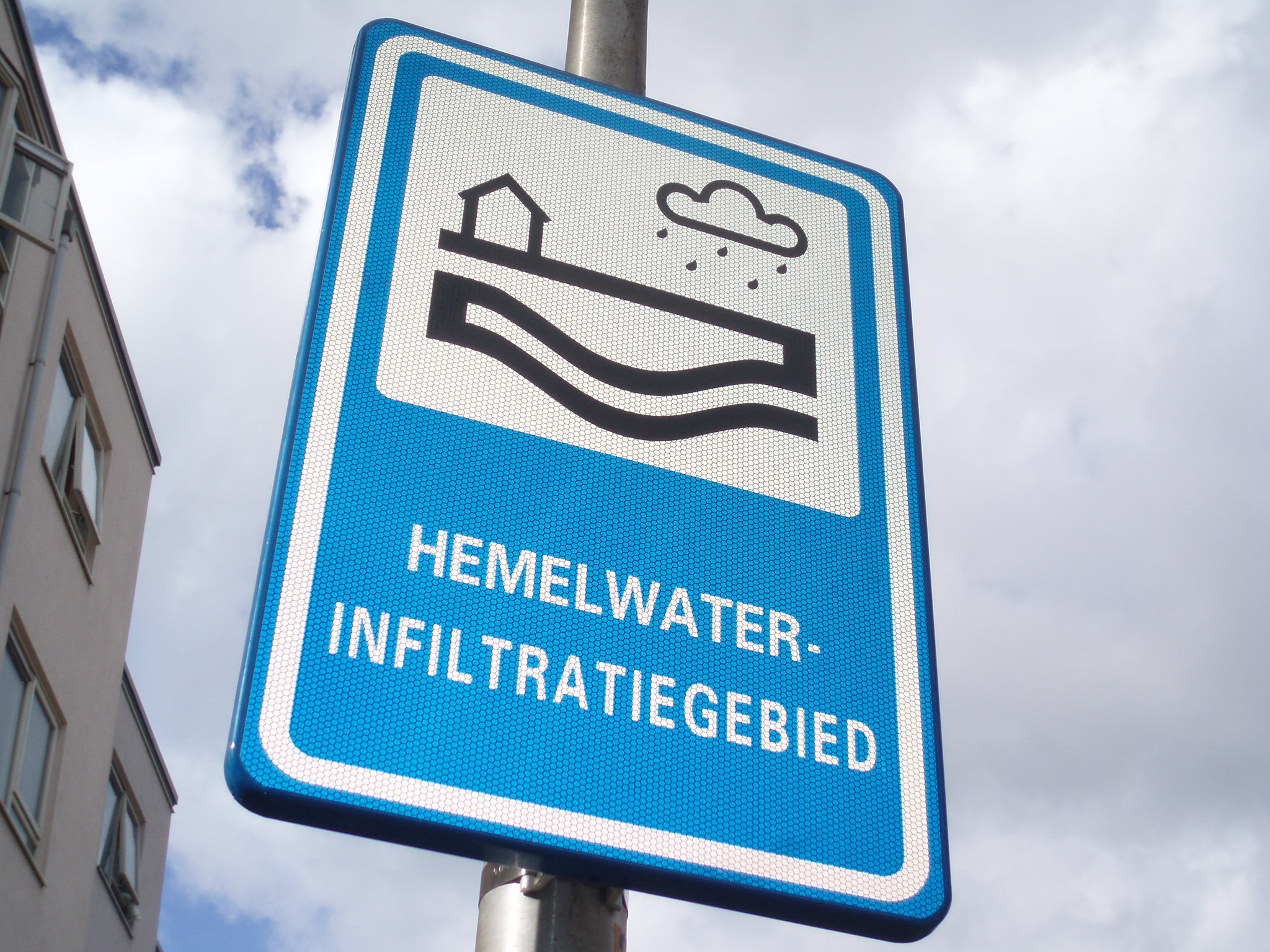
Hemelwaterinfiltratiegebied

Het waterbeheer in Nederland is het totaal aan activiteiten die tot doel hebben om het grond- en oppervlaktewater zo goed mogelijk te beheren. Dit betreft met name de bescherming van en tegen het water en het geschikt maken van water voor menselijk gebruik. Het kader hiervoor is vanaf eind 2009 uitgezet in het Nationaal Waterplan en regionale waterplannen. Door de waterbeheerders — Rijkswaterstaat en waterschappen — worden hierop waterbeheerplannen gebaseerd.

## Praktijkvoorbeelden
In de Nederlandse praktijk zijn met name de volgende activiteiten belangrijk voor het waterbeheer:
- Het doorspoelbeleid van polders ter bestrijding van zoute kwel.
- Het sturen van de hoeveelheid water welke een land binnen komt, wegstroomt en daarmee de watervoorraden beheren.
- Onderzoeken hoe hoog en stabiel dijken moeten zijn om voldoende veiligheid te garanderen.
- Onderhoud aan gemalen, stuwen en andere kunstwerken in watergangen.
- Het schoonhouden van afvoerende watergangen om de afvoercapaciteit groot genoeg te houden.
- De kwaliteit van het oppervlaktewater, ecologie, drinkwater.
- Sturen van de grondwaterstand.

## Organisatie

### Waterschappen
In Nederland spelen sinds de Middeleeuwen waterschappen een belangrijke rol in het waterbeheer. Het zijn de oudste democratische instituties in Nederland. Tot in de negentiende eeuw werd het waterbeheer plaatselijk ook door gemeenten uitgevoerd. Dit veranderde na de Grondwet van 1848, waarin werd bepaald dat de waterschappen voortaan verantwoordelijk zouden zijn voor de waterstaatzorg en dat de provincies daarop toezicht moesten houden. Tegenwoordig formuleert het Rijk het waterbeleid op hoofdlijnen en is het verantwoordelijk voor het operationele beheer van de rijkswateren en enkele waterkeringen.

### Provincies en gemeenten
Binnen het rijksbeleid formuleert de provincie het beleid voor de niet-rijkswateren. De waterschappen (soms ook hoogheemraadschappen genoemd) en gemeenten zijn verantwoordelijk voor het operationele waterbeheer en voor de uitvoering van het beleid. Tot de gemeentetaken behoren aanleg en onderhoud van de riolering en de afwatering in stedelijke gebieden. De waterschappen zijn verantwoordelijk voor de totale afwatering in het stedelijk en landelijk gebied, de waterkwantiteit en de waterkwaliteit, inclusief de afvalwaterzuivering en het beheer van de waterkeringen.

### Rijksoverheid
Toen het Ministerie van Binnenlandse Zaken werd opgericht in 1798 viel waterbeheer ook onder zijn taken; de oorspronkelijke naam was dan ook Departement van inwendige politie en toezicht op de staat van dijken, wegen en wateren van de Bataafse Republiek. Binnen het ministerie was het Bureau voor den Waterstaat, vanaf 1848 Rijkswaterstaat, verantwoordelijk voor het waterbeheer. Vanaf 1877 tot 1906 vielen deze beleidsterreinen onder het ministerie van Waterstaat, Handel en Nijverheid. Het werd een zelfstandig ministerie tussen 1906 en 1945 als ministerie van Waterstaat. Na de oorlog was het kortstondig het ministerie van Verkeer en Energie (1945–46) en ministerie van Verkeer (1946–47). Daarna was het tot 2010 bekend als Ministerie van Verkeer en Waterstaat.
|       |       |       |       |                                            |                                         | Openbare Werken 1945                    | Openbare Werken 1945                    | Openbare Werken 1945                                                    | Openbare Werken 1945                                                    | Openbare Werken 1945                                                    | Openbare Werken 1945                                                    |                                                                         |                                                                         | Waterstaat 1906–45                         | Waterstaat 1906–45                         | Waterstaat 1906–45                         | Waterstaat 1906–45                         | Waterstaat 1906–45                         | Waterstaat 1906–45                         |                                    |                                    |                                    |                                    |                   |                   |                   |                   |  |  |  |  |  |  |  |  |  |  |  |  |  |  |
|       |       |       |       |                                            |                                         | Openbare Werken 1945                    | Openbare Werken 1945                    | Openbare Werken 1945                                                    | Openbare Werken 1945                                                    | Openbare Werken 1945                                                    | Openbare Werken 1945                                                    |                                                                         |                                                                         | Waterstaat 1906–45                         | Waterstaat 1906–45                         | Waterstaat 1906–45                         | Waterstaat 1906–45                         | Waterstaat 1906–45                         | Waterstaat 1906–45                         |                                    |                                    |                                    |                                    |                   |                   |                   |                   |  |  |  |  |  |  |  |  |  |  |  |  |  |  |
|       |       |       |       |                                            |                                         | Openbare Werken en Wederopbouw 1945–47  | Openbare Werken en Wederopbouw 1945–47  | Openbare Werken en Wederopbouw 1945–47                                  | Openbare Werken en Wederopbouw 1945–47                                  | Openbare Werken en Wederopbouw 1945–47                                  | Openbare Werken en Wederopbouw 1945–47                                  |                                                                         |                                                                         | Verkeer en Energie 1945–46 Verkeer 1946–47 | Verkeer en Energie 1945–46 Verkeer 1946–47 | Verkeer en Energie 1945–46 Verkeer 1946–47 | Verkeer en Energie 1945–46 Verkeer 1946–47 | Verkeer en Energie 1945–46 Verkeer 1946–47 | Verkeer en Energie 1945–46 Verkeer 1946–47 |                                    |                                    |                                    |                                    |                   |                   |                   |                   |  |  |  |  |  |  |  |  |  |  |  |  |  |  |
|       |       |       |       |                                            |                                         | Openbare Werken en Wederopbouw 1945–47  | Openbare Werken en Wederopbouw 1945–47  | Openbare Werken en Wederopbouw 1945–47                                  | Openbare Werken en Wederopbouw 1945–47                                  | Openbare Werken en Wederopbouw 1945–47                                  | Openbare Werken en Wederopbouw 1945–47                                  |                                                                         |                                                                         | Verkeer en Energie 1945–46 Verkeer 1946–47 | Verkeer en Energie 1945–46 Verkeer 1946–47 | Verkeer en Energie 1945–46 Verkeer 1946–47 | Verkeer en Energie 1945–46 Verkeer 1946–47 | Verkeer en Energie 1945–46 Verkeer 1946–47 | Verkeer en Energie 1945–46 Verkeer 1946–47 |                                    |                                    |                                    |                                    |                   |                   |                   |                   |  |  |  |  |  |  |  |  |  |  |  |  |  |  |
|       |       |       |       |                                            |                                         |                                         |                                         |                                                                         |                                                                         |                                                                         |                                                                         |                                                                         |                                                                         |                                            |                                            |                                            |                                            |                                            |                                            |                                    |                                    |                                    |                                    |                   |                   |                   |                   |  |  |  |  |  |  |  |  |  |  |  |  |  |  |
|       |       |       |       |                                            |                                         |                                         |                                         |                                                                         |                                                                         |                                                                         |                                                                         |                                                                         |                                                                         |                                            |                                            |                                            |                                            |                                            |                                            |                                    |                                    |                                    |                                    |                   |                   |                   |                   |  |  |  |  |  |  |  |  |  |  |  |  |  |  |
|       |       |       |       | Wederopbouw en Volkshuisvesting 1947–56    | Wederopbouw en Volkshuisvesting 1947–56 | Wederopbouw en Volkshuisvesting 1947–56 | Wederopbouw en Volkshuisvesting 1947–56 | Wederopbouw en Volkshuisvesting 1947–56                                 | Wederopbouw en Volkshuisvesting 1947–56                                 |                                                                         |                                                                         |                                                                         |                                                                         | Verkeer en Waterstaat 1947–2010            | Verkeer en Waterstaat 1947–2010            | Verkeer en Waterstaat 1947–2010            | Verkeer en Waterstaat 1947–2010            | Verkeer en Waterstaat 1947–2010            | Verkeer en Waterstaat 1947–2010            |                                    |                                    | Economische Zaken                  | Economische Zaken                  | Economische Zaken | Economische Zaken | Economische Zaken | Economische Zaken |  |  |  |  |  |  |  |  |  |  |  |  |  |  |
|       |       |       |       | Wederopbouw en Volkshuisvesting 1947–56    | Wederopbouw en Volkshuisvesting 1947–56 | Wederopbouw en Volkshuisvesting 1947–56 | Wederopbouw en Volkshuisvesting 1947–56 | Wederopbouw en Volkshuisvesting 1947–56                                 | Wederopbouw en Volkshuisvesting 1947–56                                 |                                                                         |                                                                         |                                                                         |                                                                         | Verkeer en Waterstaat 1947–2010            | Verkeer en Waterstaat 1947–2010            | Verkeer en Waterstaat 1947–2010            | Verkeer en Waterstaat 1947–2010            | Verkeer en Waterstaat 1947–2010            | Verkeer en Waterstaat 1947–2010            |                                    |                                    | Economische Zaken                  | Economische Zaken                  | Economische Zaken | Economische Zaken | Economische Zaken | Economische Zaken |  |  |  |  |  |  |  |  |  |  |  |  |  |  |
|       |       |       |       | Volkshuisvesting en Bouwnijverheid 1956–65 |                                         |                                         |                                         |                                                                         |                                                                         |                                                                         |                                                                         |                                                                         |                                                                         |                                            |                                            |                                            |                                            |                                            |                                            |                                    |                                    |                                    |                                    |                   |                   |                   |                   |  |  |  |  |  |  |  |  |  |  |  |  |  |  |
|       |       |       |       |                                            |                                         |                                         |                                         |                                                                         |                                                                         |                                                                         |                                                                         |                                                                         |                                                                         |                                            |                                            |                                            |                                            |                                            |                                            |                                    |                                    |                                    |                                    |                   |                   |                   |                   |  |  |  |  |  |  |  |  |  |  |  |  |  |  |
| VoMil | VoMil | VoMil | VoMil | VoMil                                      | VoMil                                   |                                         |                                         | Volkshuisvesting en Ruimtelijke Ordening (VRO) 1965–82                  | Volkshuisvesting en Ruimtelijke Ordening (VRO) 1965–82                  | Volkshuisvesting en Ruimtelijke Ordening (VRO) 1965–82                  | Volkshuisvesting en Ruimtelijke Ordening (VRO) 1965–82                  | Volkshuisvesting en Ruimtelijke Ordening (VRO) 1965–82                  | Volkshuisvesting en Ruimtelijke Ordening (VRO) 1965–82                  |                                            |                                            |                                            |                                            |                                            |                                            |                                    |                                    |                                    |                                    |                   |                   |                   |                   |  |  |  |  |  |  |  |  |  |  |  |  |  |  |
| VoMil | VoMil | VoMil | VoMil | VoMil                                      | VoMil                                   |                                         |                                         | Volkshuisvesting en Ruimtelijke Ordening (VRO) 1965–82                  | Volkshuisvesting en Ruimtelijke Ordening (VRO) 1965–82                  | Volkshuisvesting en Ruimtelijke Ordening (VRO) 1965–82                  | Volkshuisvesting en Ruimtelijke Ordening (VRO) 1965–82                  | Volkshuisvesting en Ruimtelijke Ordening (VRO) 1965–82                  | Volkshuisvesting en Ruimtelijke Ordening (VRO) 1965–82                  |                                            |                                            |                                            |                                            |                                            |                                            |                                    |                                    |                                    |                                    |                   |                   |                   |                   |  |  |  |  |  |  |  |  |  |  |  |  |  |  |
|       |       |       |       |                                            |                                         |                                         |                                         |                                                                         |                                                                         |                                                                         |                                                                         |                                                                         |                                                                         |                                            |                                            |                                            |                                            |                                            |                                            |                                    |                                    |                                    |                                    |                   |                   |                   |                   |  |  |  |  |  |  |  |  |  |  |  |  |  |  |
| WVC   | WVC   | WVC   | WVC   | WVC                                        | WVC                                     |                                         |                                         | Volkshuisvesting, Ruimtelijke Ordening en Milieubeheer (VROM) 1982–2010 | Volkshuisvesting, Ruimtelijke Ordening en Milieubeheer (VROM) 1982–2010 | Volkshuisvesting, Ruimtelijke Ordening en Milieubeheer (VROM) 1982–2010 | Volkshuisvesting, Ruimtelijke Ordening en Milieubeheer (VROM) 1982–2010 | Volkshuisvesting, Ruimtelijke Ordening en Milieubeheer (VROM) 1982–2010 | Volkshuisvesting, Ruimtelijke Ordening en Milieubeheer (VROM) 1982–2010 |                                            |                                            |                                            |                                            |                                            |                                            |                                    |                                    |                                    |                                    |                   |                   |                   |                   |  |  |  |  |  |  |  |  |  |  |  |  |  |  |
| WVC   | WVC   | WVC   | WVC   | WVC                                        | WVC                                     |                                         |                                         | Volkshuisvesting, Ruimtelijke Ordening en Milieubeheer (VROM) 1982–2010 | Volkshuisvesting, Ruimtelijke Ordening en Milieubeheer (VROM) 1982–2010 | Volkshuisvesting, Ruimtelijke Ordening en Milieubeheer (VROM) 1982–2010 | Volkshuisvesting, Ruimtelijke Ordening en Milieubeheer (VROM) 1982–2010 | Volkshuisvesting, Ruimtelijke Ordening en Milieubeheer (VROM) 1982–2010 | Volkshuisvesting, Ruimtelijke Ordening en Milieubeheer (VROM) 1982–2010 |                                            |                                            |                                            |                                            |                                            |                                            |                                    |                                    |                                    |                                    |                   |                   |                   |                   |  |  |  |  |  |  |  |  |  |  |  |  |  |  |
|       |       |       |       |                                            |                                         |                                         |                                         |                                                                         |                                                                         |                                                                         |                                                                         |                                                                         |                                                                         |                                            |                                            |                                            |                                            |                                            |                                            |                                    |                                    |                                    |                                    |                   |                   |                   |                   |  |  |  |  |  |  |  |  |  |  |  |  |  |  |
|       |       |       |       |                                            |                                         |                                         |                                         |                                                                         |                                                                         |                                                                         |                                                                         |                                                                         |                                                                         |                                            |                                            |                                            |                                            |                                            |                                            |                                    |                                    |                                    |                                    |                   |                   |                   |                   |  |  |  |  |  |  |  |  |  |  |  |  |  |  |
| BZK   | BZK   | BZK   | BZK   | BZK                                        | BZK                                     |                                         |                                         |                                                                         |                                                                         | Infrastructuur en Waterstaat (IenW) 2010–                               | Infrastructuur en Waterstaat (IenW) 2010–                               | Infrastructuur en Waterstaat (IenW) 2010–                               | Infrastructuur en Waterstaat (IenW) 2010–                               | Infrastructuur en Waterstaat (IenW) 2010–  | Infrastructuur en Waterstaat (IenW) 2010–  |                                            |                                            | Economische Zaken en Klimaat (EZK)         | Economische Zaken en Klimaat (EZK)         | Economische Zaken en Klimaat (EZK) | Economische Zaken en Klimaat (EZK) | Economische Zaken en Klimaat (EZK) | Economische Zaken en Klimaat (EZK) |                   |                   |                   |                   |  |  |  |  |  |  |  |  |  |  |  |  |  |  |

#### Natte waterstaat
In de oorspronkelijke, letterlijke betekenis wordt met de waterstaat de toestand van het oppervlakte- en grondwater bedoeld. Later werd het woord ook gebruikt voor activiteiten gericht op het waterbeheer, die met de komst van de eenheidsstaat naar Frans model eind achttiende eeuw (zie Bataafse Republiek) door de Rijksoverheid ter hand werden genomen. In plaats van de verschillende kleinschalige waterschappen en provinciale overheden werd toen (in 1798) de dienst Rijkswaterstaat opgericht. Omdat de provinciale overheden en de waterschappen hun autonomie terugwilden, werd er bij de stichting van het Koninkrijk der Nederlanden op aangedrongen de waterstaat weer aan de decentrale overheden over te laten. In 1819 werd daarom besloten de taken van Rijkswaterstaat te beperken tot de grote rivieren, de zeewering en de zeehavens. De waterschappen beheerden de regionale waterstaat. In de loop der tijd werd Rijkswaterstaat ook verantwoordelijk voor de aanleg van nieuwe rijksvaarwegen en voor het algemeen toezicht op de watervoorziening, inclusief de drinkwatervoorziening.

#### Droge waterstaat
Gedurende de negentiende eeuw ontstond een sterke toename van de niet-watergebonden mobiliteit. Daar waar vaarwegen in Nederland altijd het belangrijkste transportmiddel waren geweest, groeide door de komst van de spoorwegen in de negentiende eeuw het vervoer per trein. Vanaf eind negentiende eeuw, toen de eerste automobielen op de weg verschenen, maakte ook het wegverkeer een enorme ontwikkeling door.
Omdat het verkeer en vervoer altijd met water was geassocieerd en het wegvervoer voor een groot deel met het water verbonden was - wegen liepen en lopen vaak over dijken en moe(s)ten veel water overbruggen - is het niet zo vreemd dat de waterschappen en vooral Rijkswaterstaat ook verantwoordelijk werden voor de aanleg en het onderhoud van bruggen en de wegen lángs het water. Toen de staat zich, uit onvrede over de ontwikkeling van het commerciële spoorwegnet, zelf met de aanleg van spoorwegen ging bezighouden, werd ook die taak aan Rijkswaterstaat gegeven. In de twintigste eeuw groeide de aanleg en het onderhoud van rijkswegen uit tot een tweede kerntaak van Rijkswaterstaat, naast het waterbeheer. Voor de aanleg en het beheer van de spoorwegen waren de Nederlandse Spoorwegen inmiddels verantwoordelijk geworden. Sinds eind jaren negentig is die taak losgekoppeld van de NS en in handen gekomen van ProRail.

#### Bestuur
Waterstaat is tevens de naam van het bestuursonderdeel in de regering, waar zowel de 'natte' als de 'droge' waterstaat in Nederland onder valt. De bekendste bewindspersoon uit de geschiedenis van het departement is de liberaal Cornelis Lely. Lely, van huis uit ingenieur, ontwierp al in 1901 de eerste plannen voor afsluiting en inpoldering van de Zuiderzee. Als minister bracht hij in 1918 de Zuiderzeewet tot stand, waarin deze plannen werden vastgelegd. Hij is de enige minister in de Nederlandse geschiedenis naar wie een stad vernoemd is: Lelystad, de hoofdstad van Flevoland.
De Zuiderzeewerken en de Deltawerken zijn de twee grootste projecten uit de geschiedenis van de natte waterstaat. De aanleg van alle rijkswegen en een groot deel van de spoorwegen kan als belangrijkste verworvenheid van de droge waterstaat genoemd worden.

## Geschiedenis van waterbeheer

### Terpen
De eerste bewoners van de laaggelegen gebieden in Nederland bouwden kunstmatige heuvels, de wierden of terpen. Tijdens de IJzertijd, rond 500 v.Chr., werd in het kustgebied van Friesland-Groningen begonnen met de bouw hiervan. Op deze wierden werden later kerken gebouwd, op de iets lager gelegen delen van de wierde werden daar boerderijen omheen gebouwd.

### Dijken
Rond 1000 werd begonnen met de bedijking van het rivieren- en kustgebied tegen overstromingen. Aanvankelijk waren dit vooral veengebieden, vanaf de 13e eeuw werden vooral kwelders omdijkt. De eerste dijken waren verre van stevig, dikwijls zorgde stormvloed voor doorbraak. Naarmate de Middeleeuwen hun einde naderden, werden de dijken steeds steviger. Tevens werden er naar Vlaams voorbeeld waterschappen en hoogheemraadschappen opgericht die de eerste officiële bestuurlijke instanties van Nederland vormen.

### Veenontginning
Tussen de 11e en 13e eeuw vond in de Hollands-Utrechtse laagvlakte de Grote Ontginning plaats, waarbij grote veengebieden ontgonnen werden. Dit gebied was waarschijnlijk rond 1150 al helemaal omdijkt.

### Meren en plassen
Met de introductie van de baggerbeugel in de 16e eeuw kon ook het veen onder de waterspiegel weggebaggerd worden, een praktijk die slagturven werd genoemd. Een negatief gevolg van het slagturven - vooral wanneer dat op grote schaal gebeurde - was dat hierdoor enorme plassen konden ontstaan, want de legakkers werden bij stormen soms weggeslagen, waardoor diverse kleine plassen tot één grote plas werden. Op die manier verenigde het Haarlemmermeer zich in de 16e eeuw met het vroegere Leidsche meer, waardoor een waterplas van dreigende omvang bestond, totdat in de 19e eeuw uiteindelijk definitief besloten werd deze droog te maken. In Noordwest-Utrecht ontstonden de Loosdrechtse plassen en Vinkeveense plassen door de turfwinning.

### Polders
Met het steviger worden van de dijken groeide het Hollandse vertrouwen in de strijd tegen het water. Dit uitte zich met name in een nieuw ingezet middel, namelijk de polder. Met behulp van windmolens werden ondiepe gebieden drooggelegd, nadat er dijken en ringvaarten omheen waren gelegd.

### Zuiderzeewerken
Door de bouw van de Afsluitdijk ontstond in 1932 het IJsselmeer. Tussen 1927 en 1968 werden vier grote droogmakerijen in de vroegere Zuiderzee aangelegd.
Naarmate de techniek vorderde werd de inpoldering steeds grootschaliger. De druk om de Zuiderzee in te dammen nam in de loop van de jaren toe door een aantal overstromingen in de omgeving van Amsterdam. Het eerste plan kwam al in 1667 van Hendrik Stevin, zoon van de beroemde wiskundige Simon Stevin. Hij stelde in het twaalfde boek van zijn Wisconstich Filosofisch Bedrijf voor om "het gewelt en vergif der Noortzee uytter Verenigt Nederlant te verdrijven". Stevins belangrijkste doel was om de Zuiderzee te temmen, door deze door middel van dijken van de Noordzee af te sluiten. Stevin plande een ring van dijken van de kop van (het huidige) Noord-Holland via de Waddeneilanden tot aan Friesland. Hiermee zou het gevaar van overstromingen weggenomen worden en zouden mogelijkheden ontstaan om land in te polderen. Het bleek echter onuitvoerbaar: de techniek om dijken te bouwen was nog niet ver genoeg gevorderd.
In 1848 lanceerden Jakob Kloppenburg en Pieter Faddegon het eerste in de reeks plannen die zouden leiden tot de uiteindelijke Zuiderzeewerken. De Watersnood van 1916 vormde de druppel die de emmer deed overlopen. De Nederlandse overheid moest hier wat aan doen. Uiteindelijk was het ingenieur Cornelis Lely die het plan Zuiderzee concretiseerde en tot uitvoering wist te brengen.

### Watersnoodramp 1953 en Deltawerken

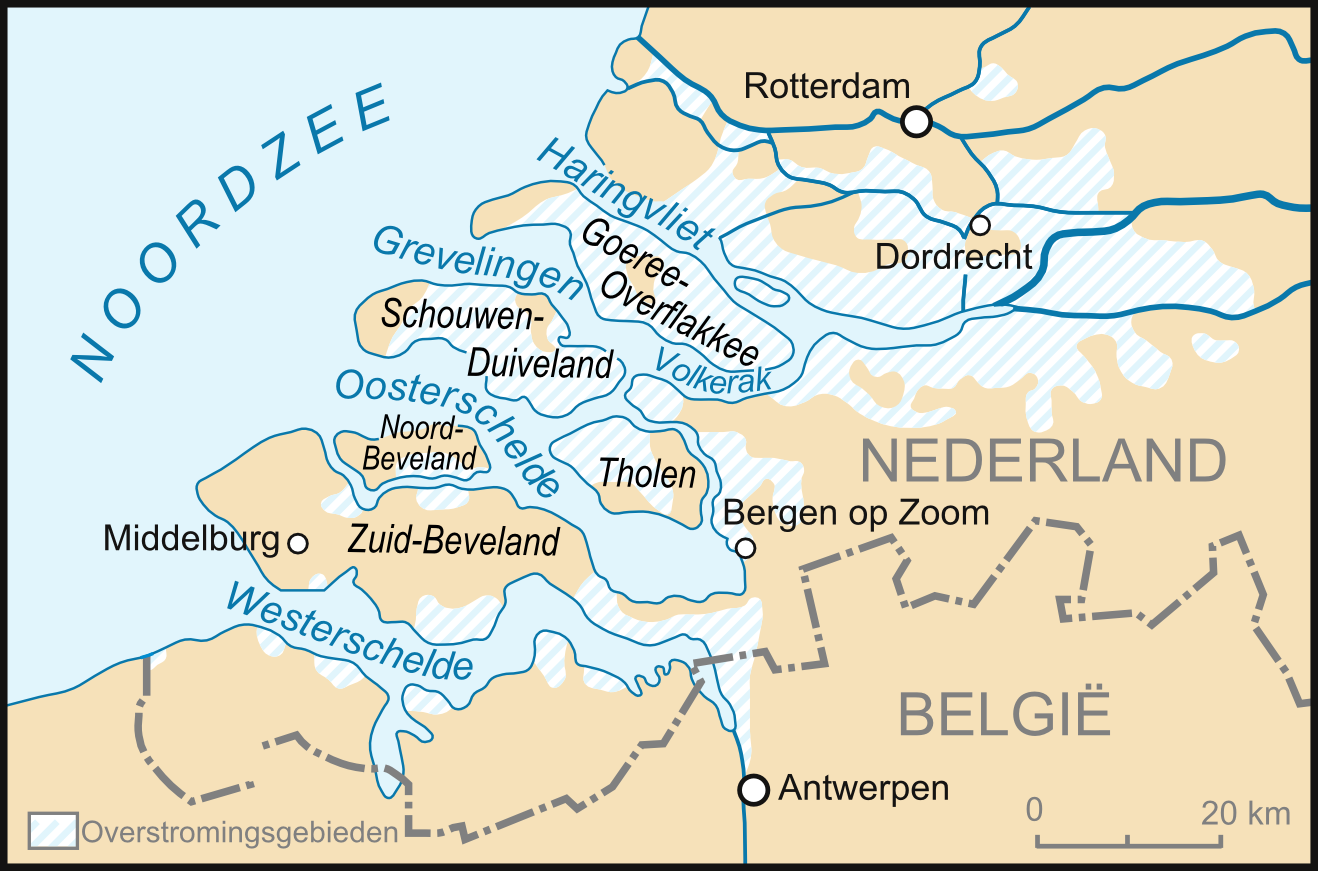
Overstromingen in 1953 bij de watersnoodramp

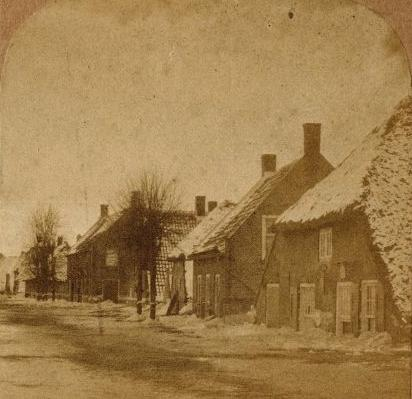
Overstroomde straat tijdens de Watersnoodramp van 1861 in de Bommelerwaard

Waar de inpoldering en de strijd tegen het water voor 1953 zich kenmerkte als incrementalistisch kwam daar in 1953 met de watersnoodramp een eind aan. De ramp, waarbij meer dan 1800 mensen stierven, had het Deltaplan tot gevolg. Er werden een hele serie van Deltawerken aangelegd die er voor moesten zorgen dat een ramp nooit meer zou kunnen gebeuren. Het plan voor de Deltawerken werd na de watersnood van 1953 versneld uitgevoerd er werd afgerond met de voltooiing van de Maeslantkering in 1997.

### Rivieren en uiterwaarden
Ook langs de rivieren zijn regelmatig dijken doorgebroken, vooral door kanalisering in Nederland, maar ook in België en Duitsland. Door de aanleg van dijken zijn de rivierbedden ingeperkt waardoor de hoeveelheid neergeslagen slib in een steeds kleiner gebied terechtkomt, waardoor de uiterwaarden steeds hoger komen te liggen en de waterstanden stijgen. Ook neemt het hoogteverschil tussen de binnen- en buitendijkse gebied langzaam toe door inklinking van het binnendijkse gebied. Extreme regenval in de bovenstroomse gebieden of veel smeltwater uit de Alpen kan dan leiden tot wateroverlast. Naar aanleiding van het hoge water in 1993 en 1995 werd het Deltaplan Grote Rivieren opgesteld waarna de rivierdijken werden verbeterd.
Het probleem is hier echter niet mee opgelost. Een van de oplossingen is het instellen van noodoverloopgebieden, een andere is afspraken maken met Duitsland en België. Ook hier zijn de rivieren gekanaliseerd.

## Waterbeheer in transitie

### Nieuw waterbeleid of watertransitie
Waar het oude waterbeleid zich kenmerkt als defensief en in sommige mate zelfs offensief, zo kenmerkt het nieuwe waterbeleid vanaf eind 20e eeuw zich meer als faciliterend. Er kan dus in zekere zin niet meer worden gesproken van een ware "strijd tegen het water". Voortaan zullen met name de rivieren de ruimte moeten krijgen (zie het beleidsprogramma Ruimte voor de rivier, 2007-2015). Diverse (delen van) polders zullen weer onder water worden gezet, en bouwen in en nabij uiterwaarden wordt stevig ontmoedigd. De zee dient wel buiten de deur gehouden te worden, daarom wordt er meer geïnvesteerd in de versteviging van dijken en het ophogen van zand op stranden.
Het nieuwe waterbeleid concretiseert zich op ruimtelijke- en fysieke schaal in een grotere rol van water in de omgeving. Bij de aanleg van nieuwe woonwijken wordt het water meer betrokken bij de landschappelijke kwaliteiten. Tevens wordt er meer rekening gehouden met een tijdelijke piektoevoer van regenwater. Stedelijke wadi's, en opslagplaatsen voor oppervlaktewater zijn daar een goed voorbeeld van.
Door klimaatverandering, zeespiegelstijging, bodemdaling en een toenemende druk op de schaarse beschikbare ruimte is er wereldwijd sinds de jaren 1990 een toenemend bewustzijn van de noodzaak om anders om te gaan met water. De eeuwenoude technische maatregelen en oplossingen zijn niet meer voldoende. Overheden, maatschappelijke organisaties en marktpartijen zoeken naar andere duurzamere oplossingen. Deze omslag wordt aangeduid als de watertransitie.

### Wateroverlast
In 1993 zorgde hoogwater op verschillende plaatsen langs de Nederlandse rivieren - hoewel er geen dijken doorbraken - voor veel overlast. In 1995 volgde er in ditzelfde land weer een hoogwatergolf. Dit was de hoogste in die regio sinds 1926. Omdat getwijfeld werd aan de stabiliteit van de dijken, werden in één week tijd circa 250.000 mensen uit het Nederlandse rivierengebied geëvacueerd, en ook de complete veestapels van de boeren in het gebied. Toen na enige dagen het water daalde en er geen dijken bezweken waren kon men weer terugkeren. Ook kadebreuken en hevige regenval hebben sinds eind vorige eeuw diverse malen voor wateroverlast gezorgd.

### Water en klimaatverandering
De klimaatprojecties van het Koninklijk Nederlands Meteorologisch Instituut (KNMI) uit 2006 laten duidelijk zien dat extremen in wateroverlast en watertekorten in Nederland gaan toenemen. Klimaatverandering kan worden bekeken vanuit de volgende invalshoeken:
- voorspelling: hoe verandert het klimaat?
- vermindering broeikasgas uitstoot (mitigatie): in hoeverre is dit haalbaar en hoe kan hiermee de klimaatverandering worden vertraagd of gestopt?
- aanpassingstrategieën (adaptatie): hoe kan de samenleving zich aanpassen aan een veranderend klimaat?

Van deze aspecten zijn aanpassingstrategieën (adaptatie) het meest relevant voor de Nederlandse waterbeheerders: hieraan kunnen en moeten zij zelf een bijdrage leveren. Door middel van simulatiemodellen kunnen aanpassingstrategieën worden ontworpen en geanalyseerd.

### Commissies Becht, Boertien, Tielrooij, Veerman
De regering van Nederland heeft diverse malen onafhankelijke commissies ingesteld om zich over het waterbeheer te buigen. Op 18 februari 1953 werd de Deltacommissie ingesteld door toenmalig minister van Verkeer en Waterstaat Jacob Algera. Deze commissie van deskundigen, met als voorzitter de directeur-generaal van Rijkswaterstaat A.G. Maris, moest adviseren welke maatregelen noodzakelijk waren om een volgende watersnood te voorkomen. Het eindrapport werd eind 1960 gepubliceerd. In de jaren zeventig was er de Commissie Rivierdijken onder voorzitterschap van mr. C.J.G. Becht. In de jaren negentig waren er de Commissies Boertien I en Boertien II en vlak voor de eeuwwisseling de Commissie Waterbeheer 21ste Eeuw onder voorzitterschap van Frans Tielrooij. Deze kwam in 2000 met haar advies, wat grotendeels overgenomen is in het kabinetsstandpunt Anders omgaan met water. Afspraken over de uitvoering zijn in 2003 vastgelegd in het Nationaal Bestuursakkoord Water. In 2004 werd water bovendien opgenomen als ordenend principe in de Nota Ruimte.
In september 2007 werd de Deltacommissie nieuwe stijl ingesteld door staatssecretaris Tineke Huizinga van Verkeer en Waterstaat. Deze commissie heeft in 2008 advies uitgebracht over hoe Nederland, met name kust en achterland, tot het jaar 2200 beschermd moet worden tegen de gevolgen van klimaatverandering. Voorzitter was Cees Veerman.

### Kaderrichtlijn Water (2000) en Waterwet (2009)
Op grond van de Europese Kaderrichtlijn Water uit 2000 is Nederland verplicht samen met zijn buurlanden de kwaliteit van het oppervlakte- en grondwater in de stroomgebiedsdistricten van de Schelde en het stroomgebied van Maas, Rijn en Eems uiterlijk 2015 op orde te brengen.
Klimaatverandering en bodemdaling stellen de Nederlandse waterbeheerders voor uitdagingen. Begin 21e eeuw kwam integraal waterbeheer steeds meer terug in het beleid. Waar voorheen het beleid vooral gericht was op snel en veilig afvoeren van water, wordt het watersysteem steeds meer als geïntegreerd geheel benaderd. Recente ontwikkelingen als afkoppelen van hemelwater en de trits vasthouden-bergen-afvoeren komen steeds vaker terug in het beleid.
De waterwetgeving liep echter achter bij deze ontwikkelingen. Waterbeheer werd in Nederland geregeld in diverse wetten en regelingen. Dit kwam de transparantie niet ten goede en zorgde voor een hoge regeldruk. Ook bood de wet- en regelgeving onvoldoende ruimte aan nieuwe ontwikkelingen zoals afkoppelen van regenwater. Verder diende de Europese regelgeving op het gebied van water (Europese Kaderrichtlijn Water) geïntegreerd te worden in de Nederlandse wet.
Om de wetgeving aan te laten sluiten bij deze ontwikkelingen trad eind 2009 de Waterwet in werking. De Waterwet is de integrale wet die regels geeft met betrekking tot het beheer en gebruik van watersystemen.
Ondertussen werd het programma Ruimte voor de rivier gerealiseerd.

## Wet- en regelgeving
Hier volgt een overzicht van wetten en besluiten die waterbeheer reguleren in Nederland en de Nederlandse Exclusieve Economische Zone (in het continentaal plat van de Noordzee). Er bestaat overlap tussen het waterrecht, het milieurecht, het mijnbouwrecht en andere rechtsgebieden binnen het omgevingsrecht.
| In werking | Status               | Naam                                                                            | Afk. | Voorganger(s) | Opvolger                          | Opmerkingen |
| ---------- | -------------------- | ------------------------------------------------------------------------------- | ---- | --- | --------------------------------- | --- |
| 1958-04-01 | Vervallen 2011-07-01 | Waterleidingwet                                                                 |      | | Drinkwaterwet                     | Regelde organisatie van openbare drinkwatervoorziening en toezicht op waterleidingbedrijven. |
| 1958-06-23 | Vervallen 2005-09-28 | Deltawet (1958)                                                                 |      | – | Wet op de waterkering             | Wettelijke basis voor de Deltawerken. |
| 1964-06-01 | Geldig               | Visserijwet 1963                                                                |      | - Jacht- en visserijwet 1752 - Jacht- en visserijwet 1857 - Visserijwet 1908 - Visserijwet 1931 | –                                 | In 1908 werden de Jachtwet en Visserijwet aparte wetsartikelen. Laatst gewijzigd 2023-01-01. |
| 1970-01-01 | Vervallen 2009-12-22 | Wet verontreiniging oppervlaktewateren                                          | Wvo  | – | Waterwet                          | |
| 1987-01-01 | Vervallen 2024-01-01 | Wet bodembescherming                                                            | Wbb  | Interimwet bodemsanering 1983–1986 | Omgevingswet                      | Gewijzigd in 1994 en andere jaren. |
| 1992-01-01 | Geldig               | Waterschapswet                                                                  | –    | – | –                                 | Regelt de instelling, inrichting, taken, bestuurssamenstelling en opheffing van waterschappen. |
| 1992       | Geldig               | Habitatrichtlijn                                                                |      | (Conventie van Bern 1979) | –                                 | Europese richtlijn voor de bescherming van habitats (leefgebieden van wilde dieren). Nauw verwant aan de Vogelrichtlijn. Zie voorts Habitatrichtlijngebied (Nederland) en Natura 2000 in Nederland. |
| 1996       | Vervallen 2008-07-01 | Bouwstoffenbesluit bodem- en oppervlaktewaterenbescherming                      | Bsb  | | Besluit bodemkwaliteit            | Gefaseerd vervangen door het Besluit bodemkwaliteit. |
| 2000-12-22 | Geldig               | Kaderrichtlijn Water                                                            | KRW  | (enkele eerdere richtlijnen) | –                                 | Europese richtlijn ter integratie en vervanging van enkele eerdere richtlijnen. |
| 2003-01-01 | Geldig               | Mijnbouwwet 2002                                                                |      | - Mijnwet van 1810 - Mijnwet van 1903 - Wet opsporing delfstoffen - Mijnwet continentaal plat | –                                 | Samenvoeging van vier eerdere wetten. Laatst gewijzigd 2024-01-01. |
| 2005-09-28 | Geldig               | Wijzigingswet Wet op de waterkering en intrekking Deltawet grote rivieren, etc. |      | - Wet op de waterkering (1995) - Deltawet grote rivieren (1995) (ingetrokken) - Deltawet (1958) (ingetrokken) - Deltaschadewet (1971) (ingetrokken) - Wet schade oesterkwekers (ingetrokken) - Vergunningwet Westerschelde (ingetrokken) - Zuiderzeewet (ingetrokken) - Zuiderzeesteunwet (ingetrokken) | Wet op de waterkering (gewijzigd) | Wijzigingswet die Wet op de waterkering wijzigde en 7 andere wetten introk. |
| 2007-08-17 | Geldig               | Wet verankering en bekostiging gemeentelijke watertaken                         |      | – | –                                 | Wijzigingswet. Wijzigde Gemeentewet, Wet op de waterhuishouding (Wwh) en Wet milieubeheer (Wm). |
| 2009-12-22 | Geldig               | Waterwet                                                                        | Wtw  | - Wet op de waterhuishouding (Wwh) - Wet verontreiniging oppervlaktewateren - Wet verontreiniging zeewater (Wvz) - Grondwaterwet (Gww) - Wet droogmakerijen en indijkingen - Wet op de waterkering - Wet beheer rijkswaterstaatswerken ('natte' delen) - Waterstaatswet 1900 ('natte' delen)            | –                                 | Samenvoeging van acht eerdere wetten. |

## Rol Nederland internationaal
De Nederlandse strijd tegen het water heeft internationaal aanzien. Bepaalde woorden zijn direct uit het Nederlands ontleend:
- Dijk (Engelstalig dike)
- Polder (vooral in Angelsaksische landen)
- Sluis (Engelstalig sluice)
- Dam

In diverse landen wordt de Nederlandse expertise met waterhuishouding gebruikt bij (nood)hulpverlening. Na de overstromingen in New Orleans werd de hulp ingeroepen van Nederlandse experts.